# Ritschard Gajesowitsch Musajew
Ritschard Gajesowitsch Musajew (russisch Ричард Гайезович Музаев; * 21. März 1992 in Wladikawkas) ist ein russischer Tennisspieler.

## Karriere
Musajew spielt hauptsächlich auf der ITF Future Tour, wo er bislang zwei Einzel- und sechs Doppeltitel. Gelegentlich gelingt ihm auch die Qualifikation zu Turnieren der ATP Challenger Tour, wo er aber bisher noch nie über ein Achtelfinale im Einzel hinauskam.
2015 kam er in Moskau beim Kremlin Cup zu seinem Debüt auf der ATP World Tour. 
Er erhielt eine Wildcard für die Doppelkonkurrenz, wo er mit Anton Saizew in der ersten Runde an Tomasz Bednarek und Fabrice Martin scheiterte.